# Haspel (Heraldik)
Die Haspel, auch Weife genannt, ist eine gemeine Figur in der Heraldik.
Im Wappen sind zwei Formen möglich. Eine Form ist die Darstellung einer Kreuzhaspel. Ein senkrechter Stab mit einem Griff und zwei an dessen Ende jeweils quer in einem Abstand stehende dünne Stäbe bilden das Handgerät. Der Faden wird kreuzweise über diese Querholme gewickelt.
Eine andere Darstellung ist die Radform. Im Wappen wird hierbei die Seitenansicht des Haspels gezeigt. Ein meistens 6-speichiges Rad, seltener 4-speichig, mit außen aufgewickelten Garn erscheint im Wappen so, dass der Umfang sich einem Sechseck (Viereck), nähert. Die Farbgebung folgt den heraldischen Regeln, wobei sich die Haspel von der Schildfarbe abheben muss. Der aufgewickelte Faden kann anders gefärbt sein. Die Haspel wird auch als Krückenspeichenrad im Wappen gestellt. Hier ist die Haspel allerdings ohne Faden.
Die Haspel soll als Zeichen auf ein bedeutungsvolles Textilhandwerkes der Vergangenheit oder Gegenwart hinweisen. Die Wichtigkeit des Gerätes wurde durch die vorgeschriebene Eichung mit der Siegelung mit dem entsprechenden Wappen oder Zeichen des Eichortes bekräftigt.
Eine redende Wappenfigur ist die Haspel unter dem Zweitnamen Weife im Wappen von Weifenbach. Drei Haspeln oder Weifen im Wappen weisen auf den Namen hin. Auch für Familien mit dem Namen Haspel bietet sich ein redendes Wappen an.

Handhaspel im Wappen von Aspisheim
Haspelradkreuz in Holdorf (Niedersachsen)
Redendes Wappen von Weifenbach

Im Wappen der Berliner Patrizierfamilie Blankenfelde ist nach Maximilian Gritzner eine Haspel, die als „Pferdegebiss“ (eigentlich eine Trense) blasoniert wird.
Zum Begriff Haspel im Sinn dieser Wappenfigur gehört nicht die Lilienhaspel oder das Glevenrad. Hier ist die Lilie in einer Sonderform im Wappen. Auch die Haspel im Bergbau, wie im Wappen der Ortsgemeinde Luckenbach, gehört nicht hierher.